# 张震 (上将)
张震（1914年10月5日—2015年9月3日），原名张见生，湖南省平江县长寿镇人。中国人民解放军前高级将领，上将军衔，最高曾任中國共產黨中央軍事委員會副主席。1930年加入中国共产党和参加中国工农红军，1955年被授予中将军衔，1988年被授予上将军衔。是最晚去世的开国中将。第一次国共内战时期，张震历任红军连政治委员、红三军团营长、红一军团四师十二团参谋长，参加了长征。抗日战争时期，历任八路军驻山西办事处参谋、科长，新四军第六支队、八路军第四纵队、新四军第四师参谋长。后兼任第十一旅旅长。第二次国共内战时期，任华中野战军第九纵队司令员兼政治委员，华东野战军第二纵队副司令员，华东野战军第一（粟裕）兵团参谋长，华东野战军副参谋长，第三野战军参谋长。中华人民共和国成立后，任中国人民解放军总参谋部作战部部长，中国人民志愿军第二十四军代军长兼政治委员，中国人民解放军军事学院副院长、院长，武汉军区副司令员，总后勤部副部长、部长，副总参谋长，国防大学校长兼政治委员，中央军委副主席等职。

## 生平

### 早年岁月
6岁进入高级小学上学后，父亲根据家谱为其起名张祖寿，7岁时阅读《说岳全传》对岳飞产生崇敬之情，因岳飞之子名字均为雨字头单字（雷、霖、震、霆），故自己改名为“震”，以张震为名。1927年夏天，13岁的张震高级小学毕业后，到一家店铺当学徒。“马日事变”后，张震参加了纠察队，任平江县劳动童子团副团长。1928年3月，张震参加了“平江扑城”暴动。
1930年4月，张震加入中国共产主义青年团，同年7月任红五军第二纵队特务大队宣传员，10月加入中国共产党。1931年1月，张震任红五军第一师一团连政治指导员。1933年6月，红军整编后，张震任红三军团4师10团团部文书、通信主任。1934年8月，任红三军团第四师十团三营营长，参谋，参加长征。1935年9月，任陕甘支队第2纵队第10大队通信主任，随军到达陕北，11月任红一军团第4师师通信主任。1936年5月，任第4师12团参谋长。1937年1月，张震进入中国人民抗日军政大学第二期学习。

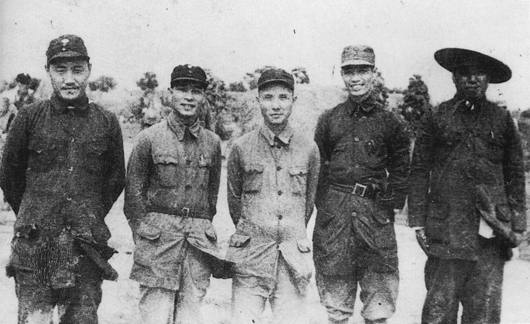
抗日战争时期，淮北党政军领导人合影。左起：刘瑞龙、彭雪枫、邓子恢、张震、吴芝圃。

### 抗日战争
抗日战争时期，张震先任八路军驻山西办事处（负责人彭雪枫）参谋、科长。1938年张震跟随彭雪枫南下，任新四军游击支队参谋长。1940年2月，张震任新四军第六支队参谋长，在豫皖苏边区开辟根据地。此后又担任八路军第四纵队参谋长，兼任豫皖苏保安司令部司令员。
1941年1月，皖南事变发生后，张震任新四军第四师参谋长、淮北军区参谋长，协助彭雪枫指挥作战。1942年，协助彭雪枫反击日军扫荡，后又参与指挥山子头战役。1944年，张震兼任第十一旅旅长兼淮北路西军分区司令员，开辟津浦路西根据地。

### 第二次国共内战

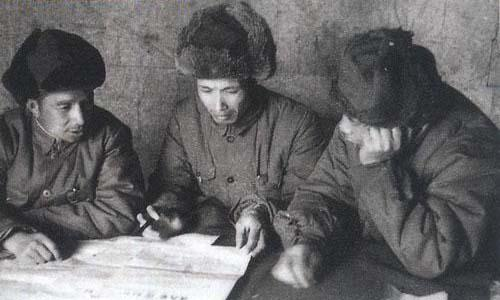
1948年10月，陈士榘（右起）、张震、粟裕在研究淮海作战方案

抗日战争胜利后，张震任华中野战军第九纵队司令员兼政治委员，后兼任淮北军区司令员兼政治委员，参与朝阳集战役、宿北战役。1947年，华东解放军整编后，张震任华东野战军第二纵队副司令员，参加了孟良崮及南麻、临朐等战役。1948年，张震任华东野战军第一（粟裕）兵团参谋长，野战军副参谋长，协助粟裕指挥豫东战役、济南战役。淮海战役发起后，张震与华东野战军代司令员兼代政治委员粟裕联名提出将国军抑留在徐州地区逐步歼灭的建议，为中央军委采纳。
1949年3月，张震任第三野战军参谋长、华东军区参谋长，和粟裕一起组织了渡江战役、上海戰役，率部攻占南京、杭州、上海等城市并且向福建进军，为第二次国共内战的胜利立下了汗马功劳。

### 建国之后
1952年3月，张震任中国人民解放军总参谋部作战部部长。1953年，张震赴朝鲜作战，担任中国人民志愿军第二十四军代理军长兼政治委员，参与当年夏季反击战役。1953年12月，张震提出先攻占大陈岛再攻打金门的建议，受到毛主席的重视和肯定，为浙东沿海岛屿的全部解放作出了重要贡献。1954年12月进入中国人民解放军军事学院战役系学习。1955年9月，张震被授予中将军衔，获得二级八一勋章、一级独立自由勋章、一级解放勋章。1957年9月，张震任军事学院副院长，1962年9月任院长。在文化大革命时受迫害，被下放到武汉钢铁公司机械总厂劳动。张震虽然身处逆境，但是始终拒绝向林彪、江青集团妥协。
1970年12月，张震复出任武汉军区副司令员。1971年1月，任葛洲坝水利工程指挥部政治委员，1972年4月任武汉军区副司令员。1975年9月，张震任总后勤部副部长，1978年2月任部长，中共中央军委委员、列席军委常委。

### 晚年生活
1980年1月，张震任中国人民解放军副总参谋长。1985年11月，任国防大学校长兼政治委员。1988年被授予上将军衔。1992年10月中共十四大后，任中共中央军委副主席，1993年3月任中华人民共和国中央军委副主席，参与处理建国门事件。1998年3月第八届全国人大后，84岁的张震卸任中央军委副主席职务。
张震是中共第十一届中央候补委员，第十二、第十四届中央委员。1985、1987年被选为中共中央顾问委员会委员。

## 逝世
2015年9月3日17时張震因病在北京逝世，享年101岁。
中共中央评价张震是“中国共产党的优秀党员，久经考验的忠诚的共产主义战士，无产阶级革命家、军事家，中国人民解放军的卓越领导人”。9月9日上午，张震的遗体在北京八宝山革命公墓火化，习近平、江泽民、胡锦涛三代最高领导人都前往送别。

## 子女
- 长子张小阳少将，曾任总参三部副部长、中国人民解放军外国语学院院长。
- 次子张连阳少将，阿里巴巴集团董事，曾任总参军代局局长。妻子陈晓颖，香港江胜集团董事局主席、二十一世纪通有限公司董事局主席、锦州东港电力有限公司董事长、沈阳沈海热电有限公司董事长。
- 三子张海阳上将（1949年7月－），曾任中国人民解放军第二炮兵政治委员，2009年晋升上将军衔。[18]
- 四子张宁阳少将（1950年10月5日－2015年7月3日），曾任总装备部综合计划部原副军职装备技术合作专职干部、中国扶贫开发协会副会长等职，2005年7月被授予少将军衔。
- 张燕阳（1952年8月25日－），嫁寿晓松少将，寿晓松曾任中国人民解放军军事科学院战争理论和战略研究部部长。

## 著作
- 《张震回忆录》